# Haninah ben Teradion
Haninah ben Teradion est un Tanna de la 3e génération des Tannaïm. Il est le père de  Brouria. l'épouse de Rabbi Meïr, l'un des plus éminents tannaïm du IIe siècle. Il est l'un des « Dix Martyrs », brûlé vif enveloppé dans un Sefer Torah sur ordre de l'empereur romain Hadrien.

## Biographie
Haninah ben Teradion est un un Tanna de la troisième génération des Tannaïm,,. Il habite à Siknin (Sachnin) (Sakhnin), où il dirige une école talmudique.

### Un des Dix Martyrs
Haninah ben Teradion est un des Dix Martyrs.